# Абдулла-наме
«Абдулла́-наме́» (перс. عبد الله نامه‎ — «Книга об Абдулле») — историческое сочинение Хафиз-и Таныша Бухари (кон. XVI века — начало XVII века). Книга также называется «Шараф наме-ий шахи» (перс. شرف نامه شاهی‎ — «Книга восхваления шахов») и «Зафар-наме» (перс. ظفر نامه‎ — «Книга побед»).

## История
Написана на персидском языке. Автор посвятил «Абдулла-наме» хану из династии Шибанидов Абдулле II.
Хафиз-и Таныш опирался на труды «Тарих-и Бухара» Абу Бакра Наршахи, «Джами ат-таварих» Рашид-ад-дина, «Тарихи Рашиди» Мухаммада Хайдара Доглата, «Раузат ас-сафа» Мирхонда.

## Содержание
В «Абдулла-наме» описываются походы Абдуллаха II в Хорезм, Дешт-и Кыпчак, Хорасан, Среднюю Азию и Иран, приводятся сведения об этническом составе народов Средней Азии и Казахстана, обычаях и хозяйственной деятельности тюркоязычных племён канлы, кыпчаков, карлуков, уйгуров, коныратов; о внешней политике Казахского ханства во второй половине XVI века.
Имеются сведения о Хак-Назар-хане, Шигай-хане и Тауекель-хане, о сражениях казахов с Шибанидами за присырдариинские города (Сауран, Сузак, Яссы и др.).